# Aegomorphus quadrigibbus
Aegomorphus quadrigibbus – gatunek chrząszcza z rodziny kózkowatych i podrodziny zgrzypikowych. 

## Zasięg występowania
Ameryka Północna; występuje we wsch. części USA (od New Jersey i Florydy na wsch. po Nebraskę i Teksas na zach.), oraz w płn.-wsch. Meksyku.

## Budowa ciała
Osiąga 9–16 mm długości. Ubarwienie ciała brązowe z czarnymi plamkami, pstrokate. Na pokrywach, w przedniej części dwie duże poprzeczne, jasne plamy o pofalowanych brzegach.

## Biologia i ekologia
Imago spotykane od kwietnia do września. Larwy żerują w miękkim, przegniłym drewnie licznych gatunków drzew liściastych.